# دينيس بوريسوفيتش كوروليوف
دينيس بوريسوفيتش كوروليوف هو لاعب كرة قدم روسي في مركز الوسط، ولد في 19 أبريل 1987 في رامنسكوي في روسيا. لعب مع FC MVD Rossii Moscow ‏.